# Campagne du Soudan
Le territoire du Soudan français (actuel Mali) a son origine politique dans le désir conçu par les Français dès le XVIIe siècle de parvenir jusqu’à Tombouctou. Mais Faidherbe fut le premier à étendre la domination française jusqu’au Niger. Gouverneur du Sénégal (1854-1865) il en prépara la réalisation qu’exécutèrent plus tard, de 1881 à 1895, Brière de l’Isle, Borgnis-Desbordes, Combes, Gallieni, Louis Archinard, de Trentinian. La destruction du Royaume bambara de Ségou, la conquête du Royaume bambara du Kaarta, de l'Empire peul du Macina, de Tombouctou, du Yagenta et du Mossi, telles ont été les grandes étapes de la progression coloniale française dans la vallée du Niger.
Dès lors devint possible l’organisation du gouvernement général de l’Afrique-Occidentale française (l’AOF), dans lequel entra naturellement le Soudan français. Il fut très vite disloqué en raison de son étendue excessive (Niger, Tchad, Haute-Volta). Le Haut-Sénégal-Niger reprit en 1920 le nom de colonie du Soudan français. En 1960, le Soudan français devint un État indépendant sous le nom de Mali avec Bamako comme capitale.

## Occupation du haut Niger
En 1876, reprenant le plan de Faidherbe, le colonel Brière de l’Isle envisage la création d'une voie ferrée entre le Niger (fleuve), Saint-Louis et le Sénégal (fleuve).

### Mission deGallieni

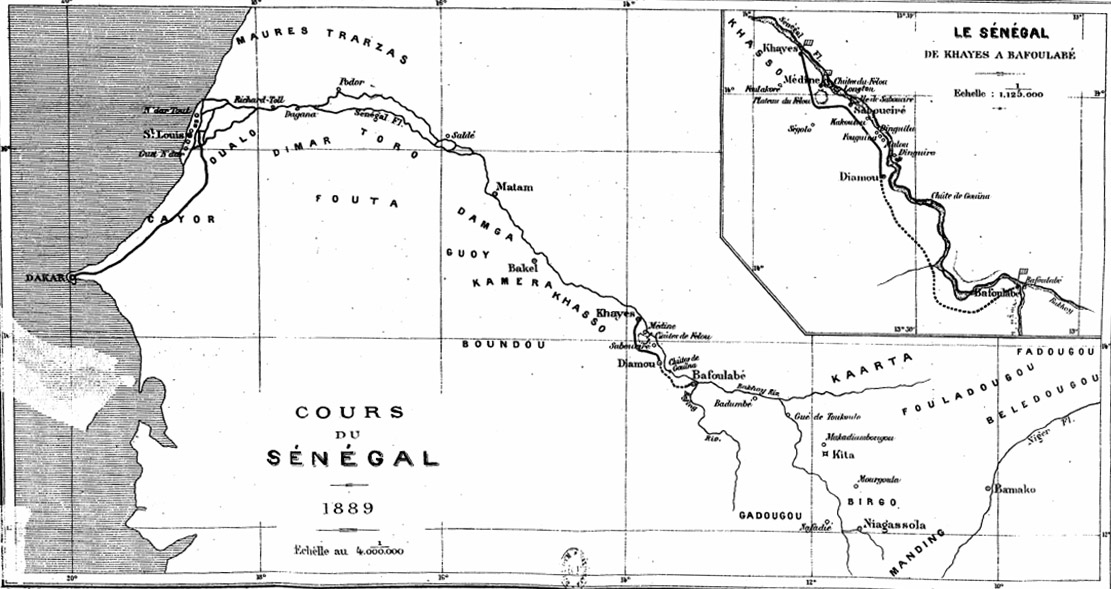
Fleuve Sénégal (1889).

Parti de Saint-Louis, en janvier 1880, Gallieni sera de retour en mars 1881. Passant par Médine, Bafoulabé, ayant signé un traité avec le chef de Kita, attaqué par les Bambaras, il atteint le Niger à Bamako et se dirige vers Ségou. Retenu prisonnier pendant dix mois par Ahmadou Tall, il réussit néanmoins à signer un traité de commerce avec celui-ci.

### Mission deBorgnis-Desbordes
Le Sénégal cesse d'être navigable à Kayes d'où doit partir le chemin de fer du Soudan. Le lieutenant-colonel Borgnis-Desbordes est chargé d'établir des postes entre Médine et Bamako. En 1881, il construit un fort à Kita, puis il se heurte à Samory Touré, s'empare de Mourgoula, une citadelle des Toucouleurs, et pose la première pierre du fort de Bamako le 7 février 1883.
En avril de la même année, attaqué par Fabou, frère de Samory, il le combat sur l'Oyako et incendie son camp.

### MissionsBoilève,Combes,Fetrey(1883-1886)
Le colonel Boilève, commandant supérieur du Haut-Fleuve, éleva le fort de Koundou, au nord de Bamako, ravitaille les nouveaux postes et installe une ligne télégraphique.
Le commandant Combes créa le poste de Niagassala chez les Mandingues, nœud de routes commerciales, et repousse les sofas de Samory sur la rive droite du Niger.
En avril 1885, le commandant Combes dégage la garnison de Nafadié assiégée par une armée de Samory, renforce Niagassola et rejoint Kayés.
Niagassola de nouveau investie par les sofas, Frey et Combes, chacun à la tête d'une colonne, se rejoignent à Galé, à mi-chemin de Niagassola et de Kita, et, le 15 janvier 1896, obligent Samory à évacuer la rive gauche du Niger ; celui-ci demande la paix et un traité est signé à Kéniéba-Koura.
Le 4 avril 1886, le marabout soninké Mahmadou Lamine attaque sans succès le fort de Bakel. Poursuivi par Combes et Frey, il se réfugie vers la Gambie anglaise.

### Gallieni, commandant supérieur du Haut-Fleuve Sénégal (1886-1888)

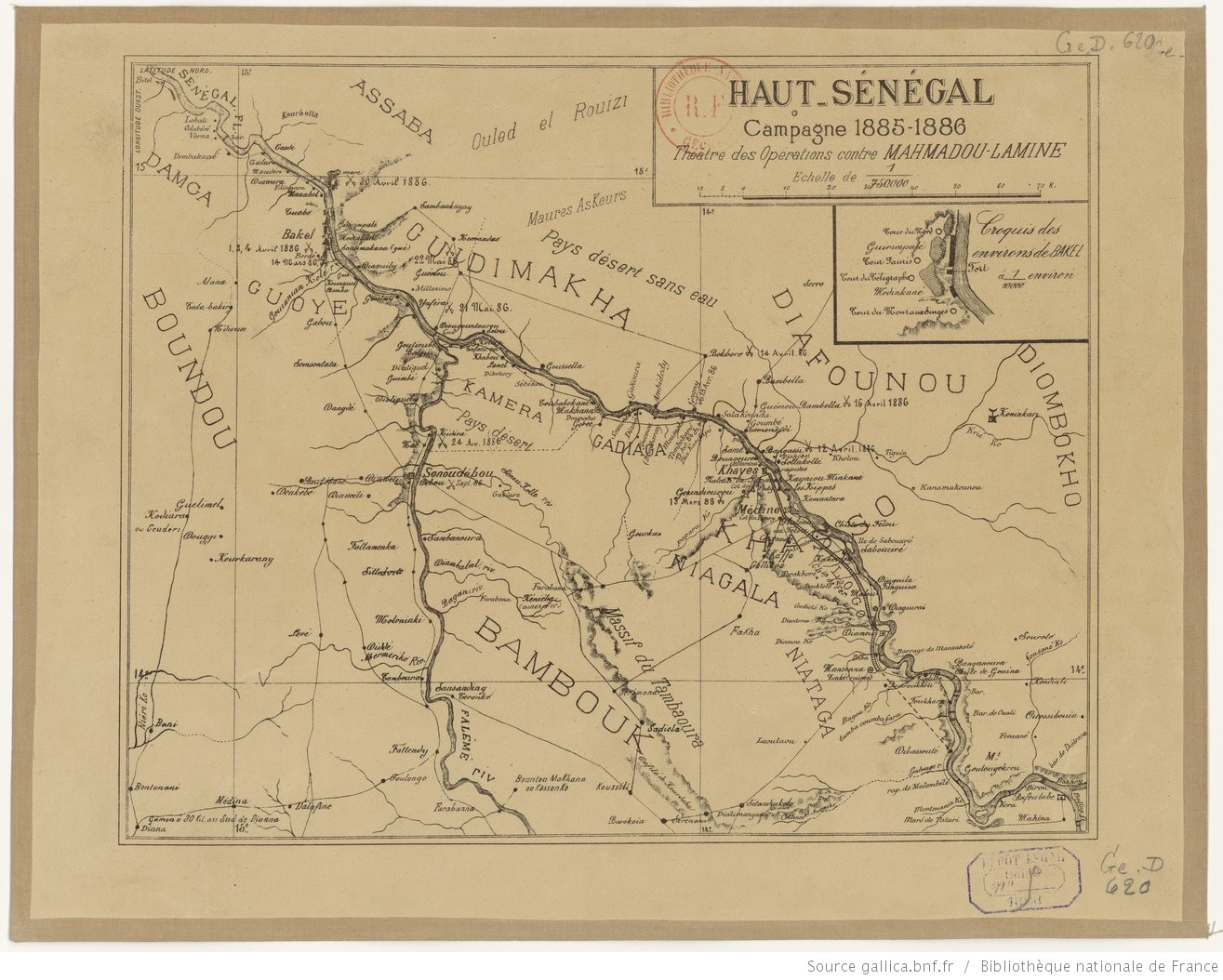
Théâtre des opérations contre Mahmadou Lamine.

En octobre 1886, Mahmadou Lamine reprend ses actions dans le Boundou. Gallieni, avec deux colonnes se dirige vers Diana, capitale de Mahmadou Lamine ; celui-ci s'échappe mais sera tué à la bataille de Toubacouta sur la frontière de la Gambie en décembre 1887.
Pour contrer Samory qui avait repris ses exactions, un poste est construit à Siguiri et un nouveau traité est signé à Bissandougou en mars 1887.

## Commémoration
Les campagnes du Soudan ont fait l'objet :
- de l'inscription SÉNÉGAL-SOUDAN 1890 et SOUDAN 1890 sur le drapeau des régiments héritiers des unités qui ont participé à cette campagne, à savoir le 1er régiment de tirailleurs sénégalais et le 2e régiment de tirailleurs sénégalais : Le 1er régiment de tirailleurs sénégalais était à l'origine le seul régiment de tirailleurs sénégalais dont 6 compagnies ont opéré au Soudan de 1880 à 1892. Le 2e régiment de tirailleurs sénégalais, est issu du régiment de tirailleurs Soudanais créé le 23 avril 1892 à partir des six compagnies du 1er régiment de tirailleurs sénégalais en opération au Soudan et de deux compagnies d'auxiliaires indigènes.
- d'un projet non-abouti de médaille commémorative officielle spécifique qui a été concrétisé de façon officieuse par au moins deux fabricants français entre fin 1892 et début 1894.
- d'une agrafe officielle "Sénégal et Soudan", créée par décret du 6 mars 1894 pour la Médaille Coloniale elle-même tout nouvellement instituée le 26 juillet 1893[2].